# Allelengyon
Allelengyon byl právní institut, který v raném byzantském období fungoval jako vzájemné ručení nebo společná zodpovědnost dvou a více osob za splacení dluhu či splnění jiné povinnosti. Během reforem rozdělil Justinián I. tyto povinnosti na dva druhy. Podle prvního druhu byla zodpovědnost zúčastněných stran rozdělena mezi tyto strany rovným dílem, zatímco druhý druh vytvářel zvláštní smlouvu, podle které došlo k určení přesného podílu plnění jednotlivých účastníků. Tyto smlouvy zajišťovaly zámožnějším jedincům povinnost splatit pouze určený podíl, ovšem nenesli zodpovědnost za plnění závazků dalších účastníků.
Ve středním byzantském období se pak v právních dokumentech objevuje jako společná zodpovědnost vůči státní pokladně. Zde zřejmě nahradil institut epibole. V roce 1002 vydal Basileios II. nařízení, podle kterého měli dlužné částky a nedoplatky platit dynatoi. V roce 1028 nechal Romanos III. allelengyon zrušit, ovšem v právních dokumentech se objevuje až do konce 12. století.